# Cantone di Gisors
Il Cantone di Gisors è una divisione amministrativa dell'arrondissement di Les Andelys.
A seguito della riforma approvata con decreto del 25 febbraio 2014, che ha avuto attuazione dopo le elezioni dipartimentali del 2015, è passato da 18 a 34 comuni.

## Composizione
I 18 comuni facenti parte prima della riforma del 2014 erano:
- Amécourt
- Authevernes
- Bazincourt-sur-Epte
- Bernouville
- Bézu-Saint-Éloi
- Bouchevilliers
- Dangu
- Gisors
- Guerny
- Hébécourt
- Mainneville
- Martagny
- Mesnil-sous-Vienne
- Neaufles-Saint-Martin
- Noyers
- Saint-Denis-le-Ferment
- Sancourt
- Vesly

Dal 2015 i comuni appartenenti al cantone sono i seguenti 34:
- Amécourt
- Authevernes
- Bazincourt-sur-Epte
- Bernouville
- Bézu-Saint-Éloi
- Chauvincourt-Provemont
- Coudray
- Dangu
- Doudeauville-en-Vexin
- Étrépagny
- Farceaux
- Gamaches-en-Vexin
- Gisors
- Guerny
- Hacqueville
- Hébécourt
- Heudicourt
- Longchamps
- Morgny
- Mouflaines
- Neaufles-Saint-Martin
- La Neuve-Grange
- Nojeon-en-Vexin
- Noyers
- Puchay
- Richeville
- Saint-Denis-le-Ferment
- Sainte-Marie-de-Vatimesnil
- Sancourt
- Saussay-la-Campagne
- Le Thil
- Les Thilliers-en-Vexin
- Vesly
- Villers-en-Vexin